# Country Los Médanos
"Termas de Medanos" o Complejo Termal Country Los Médanos es un parque turístico termal situado en la localidad de Médanos, Argentina  en el partido de Villarino, provincia de Buenos Aires. Se encuentra en el kilómetro 737,5 sobre la Ruta Nacional 22, a 4 km de la localidad de Médanos y a 50 km de Bahía Blanca.
Es un complejo turístico de 10 ha centrado en las aguas termales. El predio consistía en una planta impulsora y conjunto habitacional de 44 viviendas propiedad de Gas del Estado y, lo más importante, una perforación a 1174 m de profundidad de la que brotan 80.000 L/h a 74 °C; construido desde 1951 y entregado a Gas de Estado en 1956.
En 1994 una corporación encabezada por Jorge Simoni compró el predio (18 ha), hizo el loteo y venta de las viviendas y comenzó la construcción del complejo turístico, que incluye un hotel, restaurante, un lago artificial, Spa, hostel, camping, etc.
Sobre el lago termal hay una curiosidad para la zona que es la existencia de tilapias del Nilo, especie tropical exitosamente adaptada gracias a la temperatura constante del agua del lago.